# Isoetes fairbrothersii
Isoetes fairbrothersii là một loài dương xỉ trong họ Isoetaceae. Loài này được J. D. Montgomery & W.C. Taylor mô tả khoa học đầu tiên.
Danh pháp khoa học của loài này chưa được làm sáng tỏ. 